# Józef Mandrysz
Józef Mandrysz (ur. 11 września 1881 w Staßfurcie, zm. 4 stycznia 1944 w KL Auschwitz) – współorganizator POW Górnego Śląska w powiecie rybnickim, powstaniec, działacz plebiscytowy – w Polskim Komitecie Plebiscytowym w powiecie rybnickim.
Podczas pobytu w Westfalii, założył Towarzystwo Gimnastyczne Sokół. W 1911 r. powrócił na Śląsk osiedlił się w Rybniku, gdzie otworzył zakład rzemieślniczy.
Z chwilą rozpoczęcia okupacji niemieckiej, ukrywał się przed poszukującymi go hitlerowcami – wpierw wyjechał do Niemiec, a następnie na Śląsk Cieszyński. Został jednak aresztowany w marcu 1941 r. i skierowany do KL Auschwitz, gdzie 17 kwietnia 1941 r. zarejestrowano go pod numerem 15091. Zginął w tym obozie 4 stycznia 1944 r.